# سول‌کالیبر ۶
سول کالیبر VI (به انگلیسی: Soulcalibur VI) یک بازی ویدئویی در سبک مبارزه‌ای بر پایه سلاح است که توسط بندای نامکو استودیوز و دیمپس توسعه یافته و به‌وسیلهٔ باندای نامکو انترتینمنت در اکتبر ۲۰۱۸ برای مایکروسافت ویندوز، ایکس‌باکس وان و پلی‌استیشن ۴ منتشر شد. این بازی هفتمین قسمت اصلی در مجموعه بازی‌های مبارزه‌ای سول‌کالیبر محسوب می‌شود و پس از شش سال وقفه ادامه نسخهٔ سول‌کالیبر ۵ است. سول‌کالیبر ۶ با پیش‌پرده‌ای در طی مراسم گیم آواردز ۲۰۱۷ توسط باندای نامکو انترتینمنت رونمایی شد.
سول کالیبر ۶ به عنوان یک نسخه بازراه‌اندازی شده در این سری به‌شمار می‌رود که وقایع آن در طول سده ۱۶ (میلادی) به منظور بازبینی رویدادهای نخستین قسمت سول‌کالیبر و آشکار کردن حقایق پنهان اتفاق می‌افتد. شخصیت‌های گرالت از ریویا از مجموعه بازی نقش‌آفرینی اکشن ویچر، ۲B (YoRHa شماره ۲ نوع B) از بازی نیئا: اتوماتا، و هائومارو از سامورایی شودان به عنوان شخصیت مهمان در این نسخه حضور دارند.